# Duroia hirsuta
Duroia hirsuta là một loài thực vật có hoa trong họ Thiến thảo. Loài này được (Poepp.) K.Schum. mô tả khoa học đầu tiên năm 1889.